# 晴々
『晴々』（はればれ）は、2018年9月17日にワーナーミュージック・ジャパンから配信されたコブクロの6作目となる配信限定シングル。

## 解説
- コブクロ結成20周年を記念した楽曲。9月16日に行われた「KOBUKURO 20TH ANNIVERSARY LIVE IN MIYAZAKI」にてアンコールで初披露された。
- 曲中にコブクロのこれまでに発表してきた楽曲名や歌詞の一部が散りばめられている。

## 収録曲
作詞・作曲：小渕健太郎、編曲：コブクロ
1. 晴々（5：03）
ディップ「バイトル」CMソング
H.I.S CMソング（2019年）

## 収録アルバム
- ALL TIME BEST 1998-2018
- Star Made
- ALL SEASONS BEST